# 309206 Mažvydas
309206 Mažvydas è un asteroide della fascia principale. Scoperto nel 2007, presenta un'orbita caratterizzata da un semiasse maggiore pari a 1,9901636 au e da un'eccentricità di 0,1391399, inclinata di 19,50921° rispetto all'eclittica.